# Шалушка
Шалу́шка (кабард.-черк. Щхьэлыкъуэ — «мельничная долина») — село в Чегемском районе Кабардино-Балкарской Республики.
Образует муниципальное образование «сельское поселение Шалушка».

## География
Селение расположено в северо-восточной части Чегемского района, на левом берегу реки Шалушка. Находится в 5 км к юго-западу от районного центра Чегем и в 1 км к западу от Нальчика. Вдоль восточной окраины села проходит федеральная автотрасса Кавказ (Р217).
Площадь территории сельского поселения составляет — 45,48 км2.
Граничит с землями населённых пунктов: Нальчик на востоке и юго-востоке, Кенже на юге, Каменка и Яникой на западе, и Чегем на северо-востоке.
Населённый пункт расположен в предгорной зоне республики. Рельеф местности представляет собой наклонные предгорные равнины, переходящие на юге в возвышенности Лесистого хребта. Средние высоты составляют 508 метров над уровнем моря.
Гидрографическая сеть представлена реками Шалушка и Каменка и мощными подземными водоносными слоями. Имеются множество выходов родниковых источников.
Климат влажный умеренный, с тёплым летом и прохладной зимой. Среднегодовая температура воздуха составляет +9,5°С, и колеблется от средних +21,2°С в июле, до средних -2,6°С в январе. Среднесуточная температура воздуха колеблется от −10,0°С до +12,0°С зимой, и от +16,0°С до +30,0°С летом. Среднегодовое количество осадков составляет около 720 мм. Основное их количество выпадает в период с апреля по июнь.

## История
Точная дата основания села неизвестно. Но судя по курганным захоронениям, постоянное поселение на месте села существует с эпохи позднего Средневековья.
Во времена Кавказской войны, в долине реки Шалушка находились 5 аула — Шарданово (кабард.-черк. Щэрдэн хьэблэ), Кунижево (кабард.-черк. Къуныжьей), Даутуково (кабард.-черк. Даутыкъуей),                 Лаучецево (кабард.-черк. Лаукӏэцӏей) и Молово (кабард - черк. Молэ).
В 1865 году в ходе Земельной реформы Кабарды и программы по укрупнению кабардинских аулов, они были объединены в одно селение. Объединённое поселение было названо Шарданово, в честь крупнейшего из пяти объединённых аулов.
В 1920 году с окончательным установлением советской власти в Кабарде, решением ревкома Нальчикского округа, Шарданово как и все другие кабардинские селения было переименовано, из-за присутствия в их названиях княжеских и дворянских фамилий. В результате село получило новое название — Шалушка, по одноимённой речке на берегу которой село и располагалось.
Во время Великой Отечественной войны, село около трех месяцев было оккупировано немецкими войсками. В начале января 1943 года, в ходе Нальчикской операции село освобождено от захватчиков.
На сегодняшний день, село расширяется в сторону северного района Нальчика — Стрелка. В составе села выделяется микрорайоны — Мир, Щтауч и ККСР, занимающие западные окраины Шалушки.

## Население
| 1979    | 2002    | 2010    | 2012    | 2013    | 2014    | 2015    |
| ------- | ------- | ------- | ------- | ------- | ------- | ------- |
| 7538    | ↗11 240 | ↘11 158 | ↘11 120 | ↘11 066 | ↘11 020 | ↘11 016 |
| 2016    | 2017    | 2018    | 2019    | 2020    | 2021    | 2023    |
| ↘10 989 | ↗11 004 | ↘10 990 | ↘10 967 | ↗10 999 | ↗13 660 | ↘13 607 |
| 2024    | 2025    |         |         |         |         |         |
| ↘13 552 | ↗13 590 |         |         |         |         |         |

Плотность — 298.81 чел./км2.
Национальный состав
По данным Всероссийской переписи населения 2010 года:
| Народ      | Численность, чел. | Доля от всего населения, % |
| ---------- | ----------------- | -------------------------- |
| кабардинцы | 9 186             | 82,3 %                     |
| балкарцы   | 1 557             | 14,0 %                     |
| русские    | 191               | 1,7 %                      |
| другие     | 224               | 2,0 %                      |
| всего      | 11 158            | 100 %                      |

По данным Всероссийской переписи 2021 года:
| Народ               | Численность, чел. | Доля от всего населения, % |
| ------------------- | ----------------- | -------------------------- |
| кабардинцы          | 10 250            | 75,03 %                    |
| балкарцы            | 2 326             | 17,02 %                    |
| черкесы             | 400               | 2,92 %                     |
| русские             | 238               | 1,74 %                     |
| другие / не указано | 446               | 3,26 %                     |
| всего               | 13 660            | 100,0 %                    |

## Местное самоуправление
Администрация сельского поселения Шалушка — село Шалушка, ул. Ленина, 60.
Структуру органов местного самоуправления сельского поселения составляют:
- Исполнительно-распорядительный орган — Местная администрация сельского поселения Шалушка. Состоит из 8 человек.
  - Глава администрации сельского поселения — Керефов Астемир Амербиевич.
- Представительный орган — Совет местного самоуправления сельского поселения Шалушка. Состоит из 15 депутатов, избираемых на 5 лет.
  - Председатель Совета местного самоуправления сельского поселения — Варитлов Каншоби Темиржанович.

## Образование
Муниципальные образовательные учреждения на территории села.
- МКОУ Средняя общеобразовательная школа № 1 — ул. Юанова, 1.
- МКОУ Средняя общеобразовательная школа № 2 «им. А.П. Кешокова» — пер. Нибежева, 3.

Дошкольные образовательные учреждения (Детский сад)
- МКДОУ Детский сад № 1 «Лучик» (при МКОУ СОШ № 1) — ул. Каменская, 80.
- МКДОУ Детский сад №2 «Жануся» (при МКОУ СОШ № 1) — 449-й (ФД Кавказ тер.), 10.
- МКДОУ Детский сад №3 «Нур» (при МКОУ СОШ № 1) — ул. Ленина, б/н.
- МКДОУ «имени А.П. Кешокова» (при МКОУ СОШ № 2) — пер. Нибежева, 3.

## Здравоохранение
- МУЗ Участковая больница — ул. Ленина, 60 «а».
- Стоматологический центр

## Культура
Муниципальные учреждения Культуры на территории села:
- МКУК Сельский Дом Культуры — ул. Ленина, 60 «а».
- Музей посвященный жизни и деятельности Кешокова Алима Пшемаховича (в здании МКОУ СОШ №2 им. А. П. Кешокова).

Общественно-политические организации:
- Адыгэ Хасэ
- Совет старейшин
- Общественный совет села
- Совет ветеранов войны и труда

## Ислам
На территории села функционируют 3 мечети:
- Центральная Соборная Мечеть — ул. Береговая, 56 «а».
- Мечеть верхней части села — ул. Керефова, б/н.
- Мечеть нижней части села — ул. Апажева, 104 «а».

При мечетях проводятся уроки по изучению и чтению Корана и арабского языка.

## Экономика
Основу экономики села составляют садоводство и частные арендные владения. В садоводстве в основном развиты разведение яблок, груш, слив и некоторых других фруктовых деревьев. Частные арендаторы в основном выращивают кукурузу и пшеницу. Основные арендные хозяйства сельского поселения находятся к востоку от села. В плане строительство тепличного комплекса.
К северу от села находятся искусственные водоёмы для разведения промысловых рыб. В южной части имеется туфовый карьер, откуда добывают материал для изготовки пеплоблоков.
Развита сфера бытовых услуг.

## Памятники
| Памятники археологии:                   |          |                 |                  |                                                                                     |
| Название                                | Название | Эпоха           | Расположение     | Описание                                                                            |
| Курганная группа «Шалушка» (55 насыпей) |          | XIII-XVIII века | окрестности села | Комплекс адыгских (кабардинских) средневековых захоронений в виде курганных насыпей |

| 'Памятники Великой Отечественной войны | 'Памятники Великой Отечественной войны | 'Памятники Великой Отечественной войны | 'Памятники Великой Отечественной войны | 'Памятники Великой Отечественной войны | Памятник в память павших воинов во время ВОВ «Они сражались за Родину» | 1959 год | центр села | Памятник воинам, павшим в боях за Родину, в годы Великой Отечественной войны. |

## Улицы
На территории села Шалушка зарегистрировано 25 улиц, 23 переулка и 4 микрорайона:
Улицы

| 449-й (ФД Кавказ тер.) |
| ФД Кавказ              |
| Апажева                |
| Береговая              |
| Варитловых             |
| Дружбы                 |
| Каменская              |
| Керефова               |
| Кешокова               |

| Кирзавод     |
| Кулиева      |
| Ленина       |
| Мечиева      |
| Мизиева      |
| Мира         |
| Московская   |
| Промышленная |

| Уянаева       |
| Центральная   |
| Ципинова А.А. |
| Черкесская    |
| Школьная      |
| Шокарова      |
| Юанова А.Г.   |
| Эльбрусская   |

Переулки

| 8 марта    |
| 9 мая      |
| Балкарский |
| Восточный  |
| Гергова    |
| Дзагова    |
| Западный   |
| Коммунаров |

| Кучменовой С.К. |
| Мельничный      |
| Молодёжный      |
| Нибежева Х.Г.   |
| Полевой         |
| Садовый         |
| Советский       |
| Совхозный       |

| Хутова       |
| Чегемский    |
| Шаваева Ж.А. |
| Шалушкинский |
| Шикова А.Х.  |
| Шогенова     |
| Южный        |

Микрорайоны

| ККРС     |
| Кирзавод |

| Мир |

| Щтауч |

## Известные уроженцы села
- Кешоков Алим Пшемахович (1914—2001) — кабардинский поэт, прозаик. Народный поэт Кабардино-Балкарской АССР (позже КБР). Герой Социалистического Труда. Член ВКП(б).
- Таов Хасанби Урусбиевич (1977) — российский дзюдоист, бронзовый призёр Олимпийских игр. Заслуженный мастер спорта России. С октября 2016 года главный тренер сборной России по дзюдо.